# جان مارغريت غوردون
جان مارغريت غوردون (بالإنجليزية: Jean Margaret Gordon)‏ هي سفرجات أمريكية، ولدت في 1865 في نيو أورلينز في الولايات المتحدة، وتوفي بنفس المكان في 24 فبراير 1931.